# 日本の天文学者の一覧
日本の天文学者の一覧（にほんのてんもんがくしゃのいちらん）は、日本の天文学者の一覧である。
括弧内は出身地（都道府県）、生年。

## 18世紀以前の日本の天文学者
- 渋川春海（京都府、1639年）
- 山路主住（東京都、1704年）
- 戸板保佑（宮城県、1708年）
- 麻田剛立（大分県、1734年）
- 伊能忠敬（千葉県、1745年）
- 堀田仁助（広島県、1747年）
- 間重富（大阪府、1756年）
- 岩橋善兵衛（大阪府、1756年）
- 高橋至時（大阪府、1764年）
- 国友一貫斎（滋賀県、1778年）
- 高橋景保（大阪府、1785年）
- 渋川景佑（大阪府、1795年）

## 19世紀生まれの日本の天文学者
- 寺尾寿（福岡県、1855年）
- 土橋八千太（長野県、1866年）
- 平山信（東京都、1867年）
- 木村栄（石川県、1870年）
- 新城新蔵（福島県、1873年）
- 平山清次（宮城県、1874年）
- 一戸直蔵（青森県、1878年）
- 小川清彦（東京都、1882年）
- 山本一清（滋賀県、1889年）
- 上田穣（徳島県、1892年）
- 神田茂（大阪府、1894年）
- 荒木俊馬（熊本県、1897年）
- 萩原雄祐（大阪府、1897年）

## 1900年代生まれの日本の天文学者
- 一柳寿一（長野県、1901年）
- 鏑木政岐（石川県、1902年）
- 宮地政司（広島県、1902年）
- 鈴木敬信（秋田県、1905年）
- 藤田良雄（福井県、1908年）
- 広瀬秀雄（兵庫県、1909年）

## 1910年代生まれの日本の天文学者
- 古畑正秋（長野県、1912年）
- 宮本正太郎（広島県、1912年）
- 畑中武夫（和歌山県、1914年）
- 大沢清輝（東京都、1917年）

## 1920年代生まれの日本の天文学者
- 林忠四郎（京都府、1920年）
- 末元善三郎（兵庫県、1920年）
- 進士晃（東京都、1922年）
- 小田稔（北海道、1923年）
- 石田五郎（東京都、1924年）
- 高瀬文志郎（兵庫県、1924年）
- 村山定男（東京都、1924年）
- 宮本幸男（熊本県、1924年）
- 小尾信彌（東京都、1925年）
- 海野和三郎（埼玉県、1925年）
- 冨田弘一郎（東京都、1925年）
- 北村正利（高知県、1926年）
- 赤羽賢司（長野県、1926年）
- 寿岳潤（京都府、1927年）
- 伊藤謙哉（京都府、1928年）
- 古在由秀（東京都、1928年）
- 古川麒一郎（大阪府、1929年）

## 1930年代生まれの日本の天文学者
- 堀源一郎（東京都、1930年）
- 森本雅樹（東京都、1932年）
- 長沢工（栃木県、1932年）
- 香西洋樹（岡山県、1933年）
- 加藤正二（東京都、1935年）
- 蓬茨霊運（石川県、1935年）
- 奥田治之（愛知県、1935年）
- 小平桂一（東京都、1937年）
- 杉本大一郎（京都府、1937年）
- 尾崎洋二（愛知県、1938年）
- 中野武宣（京都府、1938年）

## 1940年代生まれの日本の天文学者
- 前原英夫（埼玉県、1940年）
- 野口猛（岡山県、1940年）
- 川端潔（?、1940年）
- 松本敏雄（愛知県、1941年）
- 舞原俊憲（岡山県、1942年）
- 磯部琇三（大阪府、1942年）
- 笹尾哲夫（?、1940年）
- 松田卓也（大阪府、1943年）
- 祖父江義明（千葉県、1943年）
- 海部宣男（新潟県、1943年）
- 平井正則（大分県、1943年）
- 池内了（兵庫県、1944年）
- 小山勝二（愛知県、1945年）
- 佐藤修二（福岡県、1945年）
- 向井正（大阪府、1945年）
- 大師堂経明（?、1945年）
- 安藤裕康（兵庫県、1946年）
- 野本憲一（東京都、1946年）
- 中村泰久（福岡県、1947年）
- 定金晃三（岡山県、1947年）
- 吉岡一男（大阪府、1947年）
- 稲垣省五 (和歌山県、1948年)
- 出口修至（愛知県、1948年）
- 岡崎彰（東京都、1948年）
- 岡村定矩（山口県、1948年）
- 藤本眞克（山口県、1948年）
- 小杉健郎（愛知県、1949年）
- 西城恵一（広島県、1949年）

## 1950年代生まれの日本の天文学者
- 國枝秀世（?、1951年）
- 福井康雄（大阪府、1951年）
- 観山正見（広島県、1951年）
- 加藤万里子（?、1953年）
- 中井直正（富山県、1954年）
- 谷口義明（北海道、1954年）
- 長谷川哲夫（栃木県、1955年）
- 福江純（山口県、1956年）
- 嶺重慎（兵庫県、1957年）
- 半田利弘（東京都、1959年）
- 田村元秀（奈良県、1959年）

## 1960年代に生まれた日本の天文学者
- 中川貴雄（岐阜県、1960年）
- 郷田直輝（大阪府、1960年）
- 渡部潤一（福島県、1960年）
- 牧野淳一郎（岐阜県、1963年）
- 鳴沢真也（長野県、1965年）
- 山岡均（愛媛県、1965年）
- 阪本成一（東京都、1965年）
- 小久保英一郎（宮城県、1968年）

## 1970年代以降に生まれた日本の天文学者
- 布施哲治（神奈川県、1970年）
- 今井裕（愛知県、1971年）
- 戸谷友則（愛知県、1971年）
- 大内正己（東京都、1976年）
- 嘉数悠子（沖縄県、1976年）
- 田中雅臣（愛知県、1983年）

## 生年不詳或いは生年非公開の日本の天文学者
- 大朝由美子（東京都or兵庫県[1]）

## 日本の宇宙物理学者
- 林忠四郎（京都府、1920年）
- 早川幸男（愛媛県、1923年）
- 大林辰蔵（和歌山県、1926年）
- 小柴昌俊（愛知県、1926年）
- 田中靖郎（大阪府、1931年）
- 加藤正二 (東京都、1935年）
- 佐藤文隆（山形県、1938年）
- 戸塚洋二（静岡県、1942年）
- 中澤清（香川県、1943年）
- 小山勝二（愛知県、1945年）
- 佐藤勝彦（香川県、1945年）
- 冨松彰（大阪府、1947年）
- 稲垣省五 (和歌山県、1948年)
- 中村卓史（京都府、1950年）
- 前田恵一（大阪府、1950年）
- 二間瀬敏史（北海道、1953年）
- 須藤靖（高知県、1958年）
- 梶田隆章（埼玉県、1959年）
- 横山順一（群馬県、1965年）